# Amber Visscher
Amber Visscher (Zeewolde, 2 maart 2002) is een voetbalspeelster uit Nederland. Ze speelt als verdediger voor FC Utrecht.

## Carrière
Visscher speelde in haar jeugdjaren voor amateurvereniging VV Zeewolde uit haar geboortestad. Vanaf 2019 komt ze uit voor SV Saestum. In 2023 tekent ze een contract bij FC Utrecht dat haar rentree maakt in de Vrouwen Eredivisie in het seizoen 2023/24. Tegelijkertijd maakten ploeggenoten Tami Groenendijk en Anniek Smulders dezelfde overstap naar FC Utrecht.
Op 10 september 2023 maakte Visscher haar debuut voor FC Utrecht in een thuiswedstrijd tegen Feyenoord door in de basis te starten. Gedurende de eerste seizoenshelft werd Visscher, oorspronkelijk verdedigster, omgetoverd tot de linksbuiten van FC Utrecht.
Op 29 februari 2024 tekende Visscher een nieuw contract dat haar tot medio 2025 aan de club uit de Domstad verbonden houdt. Tevens is er een optie opgenomen om de verbintenis met nog een jaar te verlengen. Visscher maakte op 21 april 2024 in een thuiswedstrijd tegen FC Twente haar eerste doelpunt in Vrouwen Eredivisie. Op 25 maart 2025 verlengde Visscher haar aflopende contract bij FC Utrecht tot medio 2027.

## Statistieken
| Seizoen | Club       | Competitie | Competitie | Competitie | Beker | Beker | Overig | Overig | Totaal | Totaal |
| Seizoen | Club       | Competitie | Wed.       | Dlp.       | Wed.  | Dlp.  | Wed.   | Dlp.   | Wed.   | Dlp.   |
| ------- | ---------- | ---------- | ---------- | ---------- | ----- | ----- | ------ | ------ | ------ | ------ |
| 2023/24 | FC Utrecht | Eredivisie | 22         | 1          | 2     | 2     | 0      | 0      | 24     | 3      |
| 2024/25 | FC Utrecht | Eredivisie | 9          | 0          | 0     | 0     | 0      | 0      | 9      | 0      |
| Totaal  | Totaal     | Totaal     | 31         | 1          | 2     | 2     | 0      | 0      | 33     | 3      |

Bijgewerkt t/m 25 maart 2025.